# Mała Wieś (gmina)
Pour les articles homonymes, voir Mała Wieś.
Mała Wieś est une gmina rurale (gmina wiejska) de la powiat de Płock, dans la Voïvodie de Mazovie, dans le centre-est de la Pologne.
Son siège administratif (chef-lieu) est le village de Mała Wieś qui se situe environ 28 kilomètres au sud-est de Płock (capitale de la powiat) et 67 kilomètres au nord-ouest de Varsovie (capitale de la Pologne).
La gmina couvre une superficie de 108,91 km2 pour une population de 6 358 habitants en 2006.

## Histoire
De 1975 à 1998, la gmina est attachée administrativement à la voïvodie de Płock.

Depuis 1999, elle fait partie de la voïvodie de Mazovie.

## Géographie
La gmina inclut les villages et localités de:

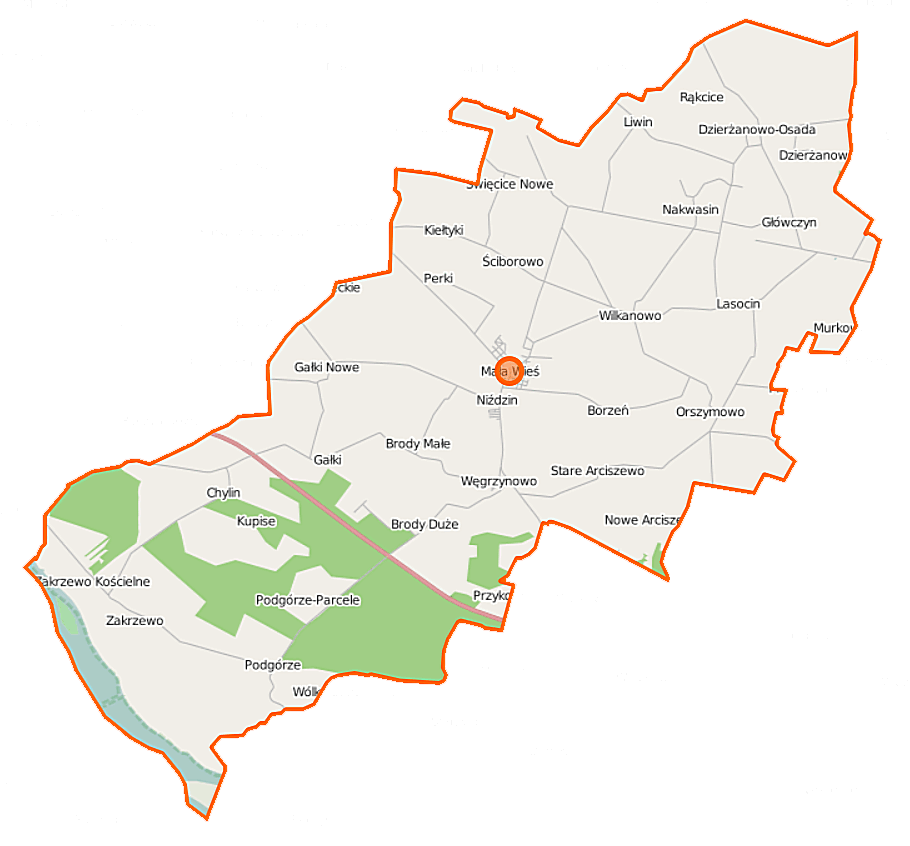
Plan de la gmina

- Borzeń
- Brody Duże
- Brody Małe
- Dzierżanowo
- Dzierżanowo-Osada
- Główczyn
- Kiełtyki
- Kupise
- Lasocin
- Liwin
- Mała Wieś
- Murkowo
- Nakwasin
- Niździn
- Nowe Arciszewo
- Nowe Gałki
- Nowe Święcice
- Nowy Chylin
- Orszymowo
- Perki
- Podgórze
- Podgórze-Parcele
- Przykory
- Rąkcice
- Ściborowo
- Stare Arciszewo
- Stare Gałki
- Stare Święcice
- Węgrzynowo
- Wilkanowo
- Zakrzewo Kościelne

### Gminy voisines
La gmina de Mała Wieś est voisine des gminy suivantes :
- Bodzanów
- Bulkowo
- Iłów
- Naruszewo
- Słubice
- Wyszogród

## Structure du terrain
D'après les données de 2002, la superficie de la commune de Mała Wieś est de 108,91 km2, répartis comme tel :
- terres agricoles : 74 %
- forêts : 16 %

La commune représente 6,05 % de la superficie du powiat.

## Démographie
Données du 30 juin 2004 :
| Description        | Total  | Total | Femmes | Femmes | Hommes | Hommes |
| ------------------ | ------ | ----- | ------ | ------ | ------ | ------ |
| Unité              | Nombre | %     | Nombre | %      | Nombre | %      |
| Population         | 6 397  | 100   | 3 206  | 50,1   | 3 191  | 49,9   |
| Densité (hab./km²) | 58,7   | 58,7  | 29,4   | 29,4   | 29,3   | 29,3   |